# 70ª Mostra internazionale d'arte cinematografica di Venezia
La 70ª edizione della Mostra internazionale d'arte cinematografica ha avuto luogo a Venezia, Italia, dal 28 agosto al 7 settembre 2013, diretta da Alberto Barbera e organizzata dalla Biennale presieduta da Paolo Baratta.
La madrina della rassegna è stata l'attrice e modella italiana Eva Riccobono. Il film d'apertura del festival è stato Gravity, del regista Alfonso Cuarón.
Per celebrare la 70ª edizione del festival la Biennale di Venezia ha creato il progetto "Venezia 70 – Future Reloaded". 70 registi, provenienti da tutto il mondo, hanno realizzato un cortometraggio in totale libertà creativa.
Il Leone d'oro è stato assegnato a Sacro GRA di Gianfranco Rosi.

## Le giurie
Le giurie internazionali della 70ª Mostra internazionale d'arte cinematografica di Venezia sono state composte da:

### Giuria della sezione ufficiale
- Bernardo Bertolucci (regista, Italia) - Presidente
- Andrea Arnold (regista e scrittrice, Regno Unito)
- Renato Berta (direttore della fotografia, Francia-Svizzera)
- Carrie Fisher (attrice, sceneggiatrice e scrittrice, Stati Uniti d'America)
- Martina Gedeck (attrice, Germania)
- Pablo Larraín (regista, sceneggiatore e produttore, Cile)
- Virginie Ledoyen (attrice, Francia)
- Ryūichi Sakamoto (compositore e musicista, Giappone)
- Jiang Wen (attore, sceneggiatore e regista, Cina)

### Giuria della sezione "Orizzonti"
- Paul Schrader (regista, Stati Uniti d'America) - Presidente
- Catherine Corsini (regista, Francia)
- Leonardo Di Costanzo (regista, Italia)
- Golshifteh Farahani (attrice, Iran)
- Frédéric Fonteyne (regista, Belgio)
- Ksenia Rappoport (attrice, Russia)
- Amr Waked (attore, Egitto)

### Giuria del "Premio Venezia Opera Prima Luigi De Laurentiis"
- Haifaa al-Mansour (regista, Arabia Saudita) - Presidente
- Alexej German Jr. (regista, Russia)
- Geoffrey Gilmore (direttore creativo della Tribeca Enterprises, Stati Uniti d'America)
- Ariane Labed (attrice, Francia)
- Răzvan Rădulescu (scrittore, sceneggiatore e regista, Romania)
- Maria Sole Tognazzi (regista, Italia)
- Amat Escalante (regista, Messico)

## Sezioni principali

### Film in concorso
- Es-Stouh di Merzak Allouache (Algeria/Francia)
- L'intrepido di Gianni Amelio (Italia)
- Miss Violence di Alexandros Avranas (Grecia)
- Tracks - Attraverso il deserto (Tracks) di John Curran (Stati Uniti d'America)
- Via Castellana Bandiera di Emma Dante (Italia)
- Tom à la ferme di Xavier Dolan (Canada/Francia)
- Child of God di James Franco (Stati Uniti d'America)
- Philomena di Stephen Frears (Regno Unito)
- La gelosia (La jalousie) di Philippe Garrel (Francia)
- The Zero Theorem - Tutto è vanità (The Zero Theorem) di Terry Gilliam (Stati Uniti d'America)
- Ana Arabia di Amos Gitai (Israele/Francia)
- Under the Skin di Jonathan Glazer (Regno Unito)
- Joe di David Gordon Green (Stati Uniti d'America)
- La moglie del poliziotto (Die Frau des Polizisten) di Philip Gröning (Germania)
- Si alza il vento di Hayao Miyazaki (Giappone)
- Parkland di Peter Landesman (Stati Uniti d'America)
- The Unknown Known di Errol Morris (Stati Uniti d'America)
- Sacro GRA di Gianfranco Rosi (Italia)
- Night Moves di Kelly Reichardt (Stati Uniti d'America)
- Jiao you di Tsai Ming-liang (Taipei/Francia)

### Film fuori concorso
- Capitan Harlock di Shinji Aramaki (Giappone)
- Gravity di Alfonso Cuarón (Stati Uniti d'America)
- Moebius di Kim Ki-duk (Corea del Sud)
- Locke di Steven Knight (Stati Uniti d'America/Regno Unito)
- Yurusarezaru mono di Sang-il Lee (Giappone)
- Wolf Creek 2 di Greg McLean (Australia)
- Die Andere Heimat - Chronik einer Sehnsucht di Edgar Reitz (Germania/Francia)
- The Canyons di Paul Schrader (Stati Uniti d'America)
- Che strano chiamarsi Federico di Ettore Scola (Italia)
- Walesa - L'uomo della speranza di Andrzej Wajda (Polonia)
- Una promessa (A Promise) di Patrice Leconte (Francia)

Documentari
- Summer 82 - When Zappa came to Sicily di Salvo Cuccia (Italia/Stati Uniti d'America)
- Pine Ridge di Anna Eborn (Danimarca)
- The Armstrong Lie di Alex Gibney (Stati Uniti d'America)
- Redemption di Miguel Gomes (Portogallo/Francia/Germania/Italia)
- Ukraine Is Not a Brothel di Kitty Green (Australia)
- Con il fiato sospeso di Costanza Quatriglio (Italia)
- Amazonia di Thierry Ragobert (Francia/Brasile)
- La voce di Berlinguer di Mario Sesti e Teho Teardo (Italia)
- 'Til Madness Do Us Part di Wang Bing (Hong Kong/Francia/Giappone)
- At Berkeley di Frederick Wiseman (Stati Uniti d'America)

### Orizzonti
- Quello che resta di Valeria Allievi (Italia)
- Little Brother di Serik Aprymov (Kazakistan)
- Il terzo tempo di Enrico Maria Artale (Italia)
- Je m'appelle Hmmm... di Agnès B. (Francia)
- Death for a Unicorn di Riccardo Bernasconi e Francesca Reverdito (Svizzera)
- Kush di Shubhashish Bhutiani (India)
- Toutes les belles choses di Cécile Bicler (Francia)
- Un pensiero Kalašnikov di Giorgio Bosisio (Italia/Inghilterra)
- Eastern Boys di Robin Campillo (Francia)
- Palo Alto di Gia Coppola (Stati Uniti d'America)
- Ruin di Amiel Courtin-Wilson e Michael Cody (Australia)
- Aningaaq di Jonas Cuarón (Stati Uniti d'America)
- Blanco di Ignacio Gatica (Argentina)
- The Audition di Michael Haussman (Italia)
- Fish & Cat di Shahram Mokri (Iran)
- We Are the Best! di Lukas Moodysson (Svezia/Danimarca)
- Wolfschildren di Rick Ostermann (Germania)
- Houses With Small Windows di Bülent Öztürk (Belgio)
- La vida después di David Pablos (Messico)
- Algunas chicas di Santiago Palavecino (Argentina)
- Medeas (Stati Uniti d'America/Italia)
- Still Life di Uberto Pasolini (Inghilterra)
- La gallina di Manel Raga (Spagna)
- Piccola patria di Alessandro Rossetto (Italia)
- La prima neve di Andrea Segre (Italia)
- Minesh di Shalin Sirkar (Sudafrica/Germania/Danimarca)
- Why Don't You Play in Hell? di Sion Sono (Giappone)
- Stagnant Water di Xiaowei Wang (Cina)
- The Sacrament di Ti West (Stati Uniti d'America)
- Cold Snap di Leo Woodhead (Nuova Zelanda)
- Ballkoni di Lendita Zeqiraj (Kosovo)

## Sezioni autonome e parallele

### Settimana Internazionale della Critica
In concorso
- L'Armée du salut di Abdellah Taïa (Francia/Marocco)
- Återträffen di Anna Odell (Svezia)
- Las niñas Quispe di Sebastián Sepúlveda (Cile/Francia/Argentina)
- Razredni sovražnik di Rok Biček (Slovenia)
- White Shadow di Noaz Deshe (Italia/Germania/Tanzania)
- Zoran - Il mio nipote scemo di Matteo Oleotto (Italia-Slovenia)

Eventi speciali fuori concorso
- L'arte della felicità di Alessandro Rak (Italia)
- Las analfabetas di Moisés Sepúlveda (Cile)

### Giornate degli Autori
Selezione ufficiale
- Alienation di Milko Lazarov (Bulgaria)
- La belle vie di Jean Denizot (Francia)
- Bethlehem di Yuval Adler (Israele)
- Gerontophilia di Bruce LaBruce (Canada)
- Khawana di Sean Gullette (Marocco/Stati Uniti d'America)
- Giovani ribelli - Kill Your Darlings (Kill Your Darlings) di John Krokidas (Stati Uniti d'America)
- Koksuz di Deniz Akçay Katıksız (Turchia)
- May in the Summer di Cherien Dabis (Stati Uniti d'America/Qatar/Giordania)
- La mia classe di Daniele Gaglianone (Italia)
- La reconstruccion di Juan Taratuto (Argentina)
- Il cacciatore di vampiri di Juno Mak (Hong Kong)
- Siddharth di Richie Mehta (India/Canada)

Progetto Women's Tales
- The Door di Ava DuVernay (Italia/Stati Uniti d'America) – cortometraggio
- Le donne della Vucciria di Hiam Abbass (Italia/Francia) – cortometraggio

Eventi speciali
- Julia di J. Jackie Baier (Germania/Lituania)
- Venezia salva di Serena Nono (Italia)

Pre-apertura – Proiezione Speciale
- L'arbitro di Paolo Zucca (Italia/Argentina)

Film di chiusura – Proiezione speciale
- Tres bodas de mas di Javier Ruiz Caldera (Spagna)

In accordo con Tribeca Film Festival
- Lenny Cooke, di Josh e Benny Safdie (Stati Uniti d'America)

## I premi

### Premi della selezione ufficiale
- Leone d'oro al miglior film: Sacro GRA, regia di Gianfranco Rosi
- Leone d'argento - Gran premio della giuria: Stray Dogs (Jiāo yóu), regia di Tsai Ming-liang
- Leone d'argento per la miglior regia: Alexandros Avranas per Miss Violence
- Coppa Volpi per la miglior interpretazione femminile: Elena Cotta per Via Castellana Bandiera
- Coppa Volpi per la miglior interpretazione maschile: Themīs Panou per Miss Violence
- Premio Osella per la migliore sceneggiatura: Steve Coogan e Jeff Pope per Philomena
- Premio speciale della giuria: La moglie del poliziotto (Die Frau des Polizisten), regia di Philip Gröning
- Premio Marcello Mastroianni, ad un attore o attrice emergente: Tye Sheridan per Joe

### Premi alla carriera
- Leone d'oro alla carriera: a William Friedkin
- Premio Jaeger-LeCoultre Glory to the Filmmaker: a Ettore Scola
- Premio Persol: Andrzej Wajda
- Premio l'Oréal Paris per il cinema: a Eugenia Costantini

### Orizzonti
- Premio Orizzonti per il miglior film: Eastern Boys di Robin Campillo
- Premio orizzonti per la migliore regia a: Uberto Pasolini per Still Life
- Premio Speciale delle Giuria Orizzonti a: Ruin di Michael Cody e Amiel Courtin-Wilson
- Premio Speciale Orizzonti per il contenuto innovativo a: Mahi va Gorbeh di Shahram Mokri
- Premio Orizzonti per il miglior cortometraggio a: Kush di Shubhashish Bhutiani

### Premio Venezia Opera prima "Luigi De Laurentiis"
- White Shadow di Noaz Deshe

### Premi collaterali
- Settimana Internazionale della Critica a Zoran - Il mio nipote scemo di Matteo Oleotto
- Premio FIPRESCI:
  - Miglior film Venezia 70 a Tom à la ferme di Xavier Dolan
  - Miglior film Orizzonti e Settimana Internazionale della Critica a Återträffen di Anna Odell
- Premio Label Europa Cinemas a La belle vie di Jean Denizot
  - Menzione Speciale a Alienation di Milko Lazarov
- Mouse d'oro a Philomena di Stephen Frears
  - Menzione speciale a Jiaoyou di Tsai Ming-liang
- Mouse d'argento a At Berkeley di Frederick Wiseman
  - Menzione speciale a Die andere Heimat di Edgar Reitz
- Queer Lion a Philomena di Stephen Frears
- Premio SIGNIS: a Philomena di Stephen Frears
  - Menzione speciale a Ana Arabia di Amos Gitai
- Premio Francesco Pasinetti
  - Miglior film a Still Life di Uberto Pasolini
  - Migliori attori: Elena Cotta, Alba Rohrwacher e Antonio Albanese
  - Menzione speciale a Maria Rosaria Omaggio nel film Walesa. Man of Hope
  - Menzione speciale a Il terzo tempo di Enrico Maria Artale
- Leoncino d'Oro Agiscuola a Sacro GRA di Gianfranco Rosi
  - Segnalazione Cinema for UNICEF a Philomena di Stephen Frears
- Premio Arca CinemaGiovani a Miss Violence di Alexandros Avranas
- Premio "CIVITAS VITAE – Rendere la longevità risorsa di coesione sociale" a Still Life di Uberto Pasolini
- Prix CICT-UNESCO "Enrico Fulchignoni" a At Berkeley di Frederick Wiseman
- Premio Christopher D. Smithers Foundation a Joe di David Gordon Green
- Premio CICAE - Cinema d'Arte e d'Essai a Still Life di Uberto Pasolini
- Premio Interfilm - Premio per la promozione del dialogo interreligioso a Philomena di Stephen Frears
- Premio Lanterna Magica (CGS) a L'intrepido di Gianni Amelio
- Premio FEDIC a Zoran - Il mio nipote scemo di Matteo Oleotto
  - Menzione speciale a L'arte della felicità di Alessandro Rak
- Premio Fondazione Mimmo Rotella a L'intrepido di Gianni Amelio
- Premio Brian a Philomena di Stephen Frears
- Future Film Festival Digital Award a Gravity di Alfonso Cuarón
- Premio Green Drop a Ana Arabia di Amos Gitai
- Premio Open a Serena Nonoper per Venezia salva
- Premio Lina Mangiacapre a Via Castellana Bandiera di Emma Dante
  - Menzione speciale a Traitors di Sean Gullette e alle donne del gruppo FEMEN per film documentario Ukraina Ne Bordel di Kitty Green
- Premio Padre Nazareno Taddei a Philomena di Stephen Frears
- Premio Schermi di Qualità a Zoran - Il mio nipote scemo di Matteo Oleotto
- UK-ITALY Creative Industries Award – Best Innovative Budget
  - Il terzo tempo di Enrico Maria Artale
  - Medeas di Andrea Pallaoro
  - Kush di Shubhashish Bhutiani
- Premio Gillo Pontecorvo - Arcobaleno Latino
  - Miglior film di lingua latina a Con il fiato sospeso di Costanza Quatriglio
- Premio Gillo Pontecorvo - Arte e Industria a Walter Veltroni
- Premio Giovani Giurati del Vittorio Veneto Film Festival a Philomena di Stephen Frears
  - Menzione speciale all'Opera Prima a Via Castellana Bandiera di Emma Dante
- Premio Soundtrack Stars
  - Premio per la miglior colonna sonora a Via Castellana Bandiera di Emma Dante
  - Premio speciale come miglior attore contemporaneo a Ryūichi Sakamoto
- Premio Ambiente WWF a Amazonia 3D di Thierry Ragobert
- Premio del pubblico "RaroVideo" – Settimana della Critica a Zoran - Il mio nipote scemo di Matteo Oleotto
- Premi Fedeora 
  - Giornate Degli Autori
    - Miglior Film a Bethlehem di Yuval Adler
    - Miglior regista esordiente a Milko Lazarov per Alienation
    - Menzione Speciale a La belle vie di Jean Denizot

  - Settimana Internazionale della Critica
    - Miglior Film a Class Enemy di Rok Biček
    - Premio per la migliore fotografia a Inti Briones per Las Niñas Quispe di Sebastián Sepúlveda
    - Menzione Speciale a Giuseppe Battiston per Zoran - Il mio nipote scemo di Matteo Oleotto
    - Menzione Speciale a Anna Odell per l'insieme del lavoro svolto in Återträffen
- Venezia 70 - Premio per il miglior film europeo dell'area mediterranea a Miss Violence di Alexandros Avranas
- Premio Bianchi a Enzo d'Alò